# Antônio Belfort de Arantes
Antônio Belfort de Arantes, 1.º barão de Cabo Verde (Aiuruoca, 1804 — Andrelândia, 19 de julho de 1885) foi um político brasileiro. Decreto Registrado no Livro X, Pag. 77, Seção Histórica do Arquivo Nacional.
Antonio Belfort de Arantes, 1º Barão de Cabo Verde, nasceu na fazenda Pedras em Aiuruoca, em 1804, e faleceu a 19/7/1885, em Andrelândia (a partir de 1930) que era a antiga Vila Bela do Turvo (comarca desde 1864), onde tinha seu solar, que é a atual Fundação Guairá, MG. 
O 1º Barão de Cabo Verde é filho de Antonio Joaquim de Arantes, nascido em 1774. O 1o Barão de Cabo Verde é neto paterno do Capitão-Mor de Aiuruoca Antonio de Arantes Marques (1738-1801), fundador da fazenda Conquista no em 1768, séc. XVIII, em Aiuruoca, que é o Patriarca do Tronco Arantes de Aiuruoca e de sua mulher Ana da Cunha de Carvalho; bisneto-paterno de Domingos de Arantes e de sua mulher Josefa Marques, 9o neto-paterno de João de Arantes, o 1º Arantes (está registrado no trabalho Nantes ou Arantes ou D’anantes, que hoje He Arantes de autoria do Padre Marcelino Pereira que viveu no século XVIII e que faz parte do Nobiliário “Coleção de Memórias Genealógicas”, (2º volume), manuscrito nº 876 do Arquivo Distrital de Braga), João é Escudeiro Fidalgo de sangue e espada, Morador da Casa Real, Senhor da Quinta de Romay, e foi nomeado a 2/1/1488, Condestável dos Espingardeiros d’El Rei D. João II (1481-1497), 13o Rei de Portugal.
O 1º Barão de Cabo Verde foi casado com Maria Custódia de Paula Ribeiro do Valle, 1ª Baronesa de Cabo Verde: filha do Capitão Ignácio Ribeiro do Valle e de sua 1ª mulher Ana Custódia da Conceição (b. em 1788 e f. a 13/12/1839, filha de José Alves Lima e Ana Maria da Conceição). Os 1ºs Barões de Cabo Verde tiveram 7 filhos que são bisnetos Capitão-Mor de Aiuruoca Antonio de Arantes Marques (1738-1801). 
Foi vereador em Aiuruoca. Um de seus filhos é Antônio Belfort Ribeiro de Arantes, Visconde de Arantes!

## Descendência
Antônio Belfort Ribeiro de Arantes, Barão e Visconde de Arantes (1831-1908). 
Carlos Belfort Ribeiro Arantes.
Teófilo Belfort Ribeiro Arantes. 
Matilde Cândida Belfort Ribeiro Arantes.
Maria Cândida de Arantes, casada com Militão Honório de Carvalho, 2.º barão de Cajuru.
Henrique Belfort Ribeiro Arantes.